# Bunte Platterbse
Die Bunte Platterbse (Lathyrus venetus), auch Vielblütige Platterbse oder Italienische Walderbse und Venez(t)ianische Platterbse genannt, ist eine Pflanzenart aus der Gattung Platterbsen (Lathyrus) in der Unterfamilie der Schmetterlingsblütler (Faboideae).

## Beschreibung

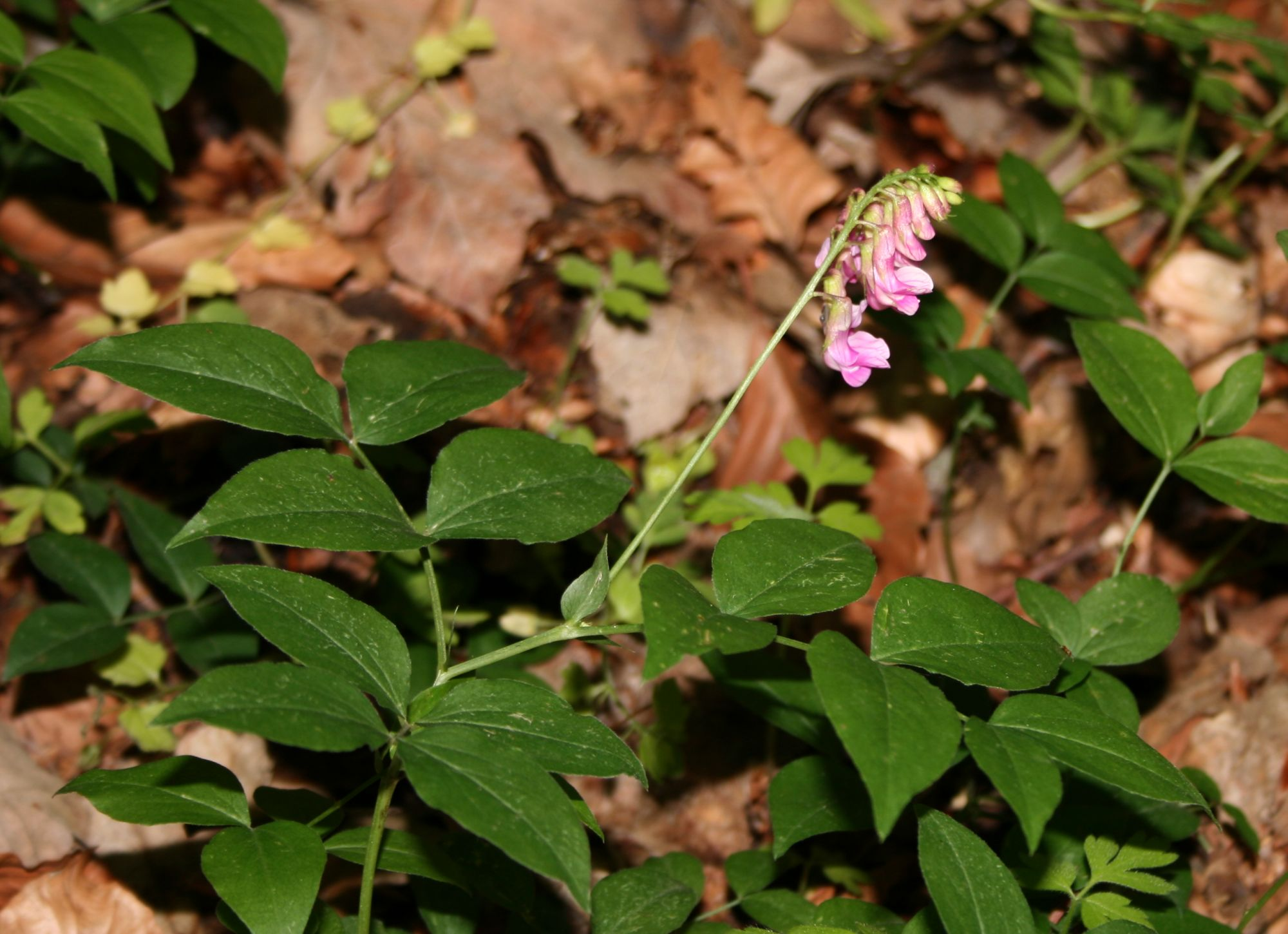
Bunte Platterbse (Lathyrus venetus)

Die Bunte Platterbse ist eine ausdauernde Pflanze, die etwa 20 bis 40 Zentimeter hoch wird. Sie besitzt einen knorrigen, ästigen Wurzelstock. Die Sprosse sind kurz behaart oder kahl. Die Stängel stehen meist zu mehreren aufrecht oder schief aufsteigend. Die gestielten Laubblätter sind wechselständig und paarig gefiedert. Sie bestehen aus 2 bis 3 (bis 4) Paaren Fiederblättchen. Die Blattspindel endet in einer Spitze. Die ganzrandigen, spitzen bis zugespitzten und fast sitzenden Teilblättchen sind eiförmig, etwa 4 bis 5 Zentimeter lang und 2 bis 2,5 Zentimeter breit. Sie sind unterseits glänzend und am Rand bewimpert. Sie sind am Grund asymmetrisch. Die Blattnerven sind netzartig miteinander verbunden. Die Nebenblätter sind „halbpfeilförmig“ und viel kürzer als der Blattstiel.
Die mehr oder weniger behaarten Blütentrauben sind höchstens so lang wie die Laubblätter. Sie sind 6- bis 12- (bis 30) blütig. Die Blüten sind 10 bis 15 Millimeter lang und stehen an kurzen Stielen in den Achseln schuppenförmiger Tragblätter. Die unteren Kelchzähne sind länger als die Kelchröhre; sie sind bogig abstehend; die oberen sind kürzer. Die Blütenkrone der typischen Schmetterlingsblüte ist hell purpurn mit lebhaft gefärbter und dunkler geaderter Fahne. Die Hülsen sind lineal, aufrecht, etwa 4 Zentimeter lang und 4 Millimeter breit. Sie sind fein rot- oder braundrüsig behaart und enthalten etwa 12 Samen. Die Samen sind glatt und rotbraun.
Blütezeit ist April bis Juni.
Die Chromosomenzahl ist 2n = 14.

## Vorkommen
Die Bunte Platterbse kommt vor in Italien, Sizilien, Korsika, Malta, in der Schweiz, in Österreich in der früheren Tschechoslowakei, in Ungarn, Albanien, Griechenland, Bulgarien, Rumänien, in der Ukraine, in der Türkei, Russland und der Republik Moldau.  Sie gedeiht in Wäldern und in Gebüschen, steigt aber in den Alpen weniger hoch als die ähnliche Frühlings-Platterbse (Lathyrus vernus). Sie erreicht in Judikarien 1250 Meter Meereshöhe.
Die ökologischen Zeigerwerte nach Landolt et al. 2010 sind in der Schweiz: Feuchtezahl F = 2 (mäßig trocken), Lichtzahl L = 2 (schattig), Reaktionszahl R = 3 (schwach sauer bis neutral), Temperaturzahl T = 4+ (warm-kollin), Nährstoffzahl N = 3 (mäßig nährstoffarm bis mäßig nährstoffreich), Kontinentalitätszahl K = 4 (subkontinental).

## Taxonomie
Die Bunte Platterbse wurde 1768 von Philip Miller als Orobus venetus in Gard. Dict., ed. 8: Orobus no. 8. 1768 erstbeschrieben. Die Art wurde 1892 von Rudolf Wohlfarth als Lathyrus venetus (Mill.) Wohlf. in Wilhelm Daniel Joseph Koch: Synopsis florae germanicae et helveticae, 2. Auflage, Band 3, Seite 714 in die Gattung Lathyrus gestellt. Ein Synonym ist Lathyrus variegatus (Ten.) Gren. & Godr. 